# FINA Water Polo World League 2002 (maschile)
La 1ª edizione della World League di pallanuoto maschile è stata disputata tra il 28 giugno ed il 4 agosto 2002. Hanno partecipato alla rassegna otto nazionali.
Il torneo si è svolto in due fasi. Un turno di qualificazione in cui le squadre sono state inserite in due gironi da quattro, disputati ciascuno in tre concentramenti successivi, così che le squadre si sono affrontate l'una con l'altra per tre volte.

Le prime classificate dei gironi si sono qualificate per la cosiddetta Super Final, disputata a Patrasso, in Grecia.

## Turno di qualificazione

### Gruppo A
- 28 giugno - 28 luglio

|    | Squadra | Pti | G  | V  | N | P  | GF  | GS  | Diff |
| -- | ------- | --- | -- | -- | - | -- | --- | --- | ---- |
| 1. | Spagna  | 32  | 12 | 10 | 0 | 2  | 134 | 97  | +37  |
| 2. | Italia  | 30  | 12 | 9  | 0 | 3  | 127 | 89  | +38  |
| 3. | Grecia  | 22  | 12 | 5  | 0 | 7  | 97  | 115 | +18  |
| 4. | Brasile | 12  | 12 | 0  | 0 | 12 | 71  | 128 | -57  |

### Gruppo B
- 28 giugno - 28 luglio

|    | Squadra     | Pti | G  | V  | N | P  | GF  | GS  | Diff |
| -- | ----------- | --- | -- | -- | - | -- | --- | --- | ---- |
| 1. | Ungheria    | 34  | 12 | 11 | 0 | 1  | 150 | 94  | +56  |
| 2. | Russia      | 26  | 12 | 7  | 0 | 5  | 102 | 103 | -1   |
| 3. | Stati Uniti | 20  | 12 | 4  | 0 | 8  | 109 | 131 | -22  |
| 4. | Croazia     | 16  | 12 | 2  | 0 | 10 | 106 | 139 | -33  |

## Super Final
La fase finale ha visto il disputarsi di un girone all'italiana al termine del quale le prime due classificate si sono confrontate nella finale per il titolo e le altre due per il terzo posto.
- 1º - 3 agosto

|    | Squadra  | Pti | G | V | N | P | GF | GS | Diff |
| -- | -------- | --- | - | - | - | - | -- | -- | ---- |
| 1. | Russia   | 7   | 3 | 2 | 0 | 1 | 25 | 19 | +6   |
| 2. | Spagna   | 7   | 3 | 2 | 0 | 1 | 30 | 28 | +2   |
| 3. | Ungheria | 5   | 3 | 1 | 0 | 2 | 25 | 19 | +6   |
| 4. | Grecia   | 3   | 3 | 0 | 0 | 3 | 14 | 38 | -24  |

### Finale per il Bronzo
4 agosto
| Ungheria | 13 - 6 | Grecia |

### Finale per l'Oro
4 agosto
| Russia | 10 - 8 | Spagna |

## Classifica finale
| Pos. | Squadra     |
| ---- | ----------- |
|      | Russia      |
|      | Ungheria    |
|      | Spagna      |
| 4    | Grecia      |
| 5    | Italia      |
| 6    | Stati Uniti |
| 7    | Croazia     |
| 8    | Brasile     |

## Classifica marcatori
|  | Gol | Marcatore         | Squadra     |
|  | --- | ----------------- | ----------- |
|  | 34  | Tibor Benedek     | Ungheria    |
|  | 34  | Gabriel Hernández | Spagna      |
|  | 33  | Tamás Molnár      | Ungheria    |
|  | 32  | Gergely Kiss      | Ungheria    |
|  | 30  | Aleksandr Eryšov  | Russia      |
|  | 29  | Tony Azevedo      | Stati Uniti |
|  | 29  | Dmitrij Stratan   | Russia      |